# Ariamnes jeanneli
Ariamnes jeanneli là một loài nhện trong họ Theridiidae.
Loài này thuộc chi Ariamnes. Ariamnes jeanneli được Lucien Berland miêu tả năm 1920.